# Turó dels Oriols
El Turó dels Oriols és una muntanya de 323 metres que es troba entre els municipis d'Argentona i de Cabrera de Mar, a la comarca del Maresme.